# Штурм Адрианополя
Шту́рм Адрианопо́ля (болг. Обсада на Адрианополь) — завершающий этап осады Адрианополя во время Первой Балканской войны, происходивший с 23 по 26 марта 1913 года. Происходил с войсками Болгарского царства и Королевства Сербии с одной стороны, и войсками Османской империи — с другой. Штурм длился три дня, и завершился сдачей крепости Адрианополь войскам Балканского союза. После сдачи крепости османы потеряли свою военную мощь, и войска Балканского союза создали предпосылки для окончания войны. Болгарские войска возглавил генералы Георги Вазов и Никола Иванов, в то же время сербскими войсками руководил Степа Степанович.
После подписания Лондонского мирного договора Османская империя лишилась Адрианополя и множества прилегающих территорий, и он был передан под контроль Болгарскому царству. Однако после начала Второй Балканской войны турки смогли вернуть город себе после успешной интервенции в Болгарию, что подтверждено Константинопольским мирным договором. Штурм Адрианополя является поворотной точкой войны, в результате победы Балканского союза была прогнозирована позорное поражение османов. Является также одним из крупнейших и кровопролитных сражений войны.

## Предыстория

### О городе
Адрианополь — город, располагавшийся в европейской части Османской империи около Босфорского пролива, он имел важное стратегическое значение на Балканском полуострове